# Michelle Pfeiffer

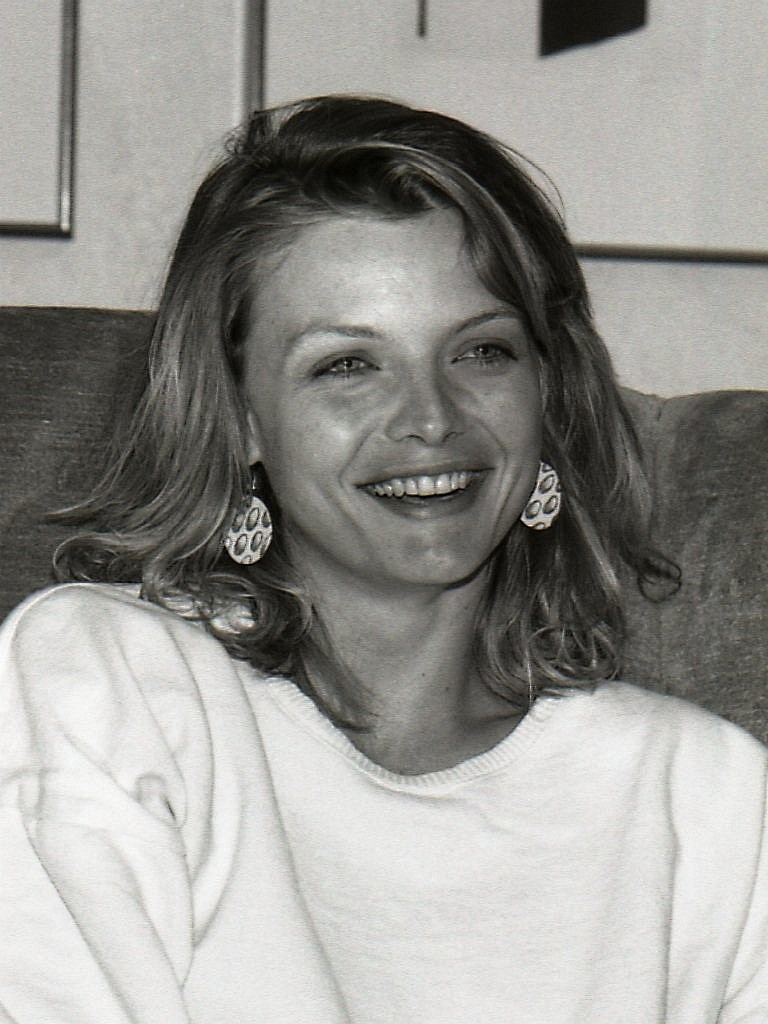
Michelle Pfeiffer i mars 1985.

Michelle Marie Pfeiffer, född 29 april 1958 i Santa Ana i Kalifornien, är en amerikansk skådespelare, filmproducent, sångerska och före detta modell. Pfeiffer har Oscarnominerats tre gånger; 1989, 1990 och 1993.
Bland Pfeiffers filmer märks Scarface (1983), Ladyhawke (1985), Häxorna i Eastwick (1987), Gift med maffian (1988), Farligt begär (1988), De fantastiska Baker Boys (1989), Batman – återkomsten (1992), Love Field (1992), Oskuldens tid (1993), Vit oleander (2002), Wolf (1994), Dolt under ytan (2000), Hairspray (2007) och Mordet på Orientexpressen (2017)

## Biografi
Michelle Pfeiffer är dotter till Richard och Donna Pfeiffer; hon har en äldre bror samt två yngre systrar, Dedee och Lori Pfeiffer, båda skådespelare. Hon har rötter i Småland. Hennes mormors mor var Amanda Caroline Olson, född 1880 i Hornaryd socken i Kronobergs län. Hon har även påbrå från Tyskland, Nederländerna och Schweiz.

### Modell- och filmkarriär
Michelle Pfeiffer slutade high school 1976 och började studera till journalist. Hon arbetade i kassan på en stormarknad och valdes till Fröken Orange County. Från modell var inte steget långt till film och hon började med Grease 2 (1982). Genombrottet kom dock i Scarface (1983) mot Al Pacino.
1981–1988 var hon gift med Peter Horton. 1993 adopterade Pfeiffer en flicka, Claudia Rose. Samma år gifte hon sig med författaren och TV-producenten David E. Kelley. Tillsammans fick de 1994 en son, John Henry.
Under 1980- och 1990-talen medverkade hon i flera storfilmer, bland andra Häxorna i Eastwick (1987), Farligt begär (1988), Batman – återkomsten (1992) och Oskuldens tid (1993).
År 1997 började Pfeiffer att både producera och spela med i sina filmer, däribland Tusen tunnland (1997) och Där havet slutar (1999). Tillsammans med Bruce Willis medverkade hon i Rob Reiners Berättelsen om oss (1999). Hon spelade mot Harrison Ford i thrillern Dolt under ytan (2000). I I Am Sam (2001) spelade hon en advokat som hjälper en man, spelad av Sean Penn, med utvecklingsstörning att behålla vårdnaden om sin dotter.
2002 spelade hon en mördare med tonårig dotter i Vit oleander.
Michelle Pfeiffer har också gjort rösten till Tzipporah i Prinsen av Egypten (1998) och till Eris i Sinbad: Legenden om de sju haven (2003).

## Filmografi (i urval)
- 1980 – The Hollywood Knights
- 1980 – Falling In Love Again
- 1981 – Charlie Chan and the Curse of the Dragon Queen
- 1982 – Grease 2
- 1983 – Scarface
- 1985 – Trassel i natten
- 1985 – Ladyhawke
- 1986 – Ljuva frihet
- 1987 – Amazon Women on the Moon
- 1987 – Häxorna i Eastwick
- 1988 – Farligt begär
- 1988 – Gift med maffian
- 1988 – Tequila Sunrise
- 1989 – De fantastiska Baker Boys
- 1990 – Ryska huset
- 1991 – Frankie & Johnny
- 1992 – Batman – återkomsten
- 1992 – Love Field
- 1993 – Oskuldens tid
- 1994 – Wolf
- 1995 – Farliga sinnen
- 1996 – Till Gillian på hennes 37-årsdag
- 1996 – En underbar dag
- 1996 – Tid att älska
- 1997 – Tusen tunnland
- 1998 – Prinsen av Egypten (röst)
- 1999 – Där havet slutar
- 1999 – Berättelsen om oss
- 1999 – En midsommarnattsdröm
- 2000 – Dolt under ytan
- 2001 – I Am Sam
- 2002 – Vit oleander
- 2003 – Sinbad - Legenden om de sju haven (röst)
- 2007 – I Could Never Be Your Woman
- 2007 – Hairspray
- 2007 – Stardust
- 2009 – Personal Effects
- 2009 – Cheri
- 2011 – New Year's Eve
- 2012 – Dark Shadows
- 2012 – People Like Us
- 2013 – Farväl till maffian
- 2016 – Where Is Kyra?
- 2017 – The Wizard of Lies (TV-film)
- 2017 – Mother!
- 2017 – Mordet på Orientexpressen
- 2018 – Ant-Man and the Wasp
- 2019 – Avengers: Endgame
- 2019 – Maleficent: Mistress of Evil
- 2023 – Ant-Man and the Wasp: Quantumania
- 2025 – Oh. What. Fun. (TBR 3 december 2025)